# Pré-naine blanche
Une pré-naine blanche est l'étape intermédiaire de l’évolution d'une étoile entre la géante rouge et la naine blanche. L’étoile a expulsé ses couches extérieures sous forme de nébuleuse planétaire mais le cœur de l'étoile ne s'est pas encore contracté en naine blanche.